# إليانور باور
إليانور باور (بالإنجليزية: Eleanor Bauer)‏ هي مؤدية ومؤلفة ومخرجة أمريكية، ولدت في 1983 في سانتا فيه في الولايات المتحدة.